# Кассар, Иван
Иван Кассар (фр. Yvan Cassar) — выпускник Парижской Высшей национальной консерватории (композиция, фортепиано, текст). Родился в Ренне в 1966.

## Биография
Кассар сотрудничал с многими французскими артистами в качестве музыкального аранжировщика, продюсера или музыкального руководителя.
В 1994 - 1997 годах он работал с Вангелисом над несколькими проектами, включая церемонии открытия мировых соревнований по легкой атлетике в Афинах.
Он продюсировал и руководил музыкой шоу Милен Фармер и Джонни Холлидэя.
Иван также писал музыку для фильмов и записывался с известными музыкантами. Он участвовал в ряде проектов в различных областях музыкальной индустрии и продолжает творческую деятельность.
Плотно сотрудничает с Милен Фармер. Принимал участие в ее концертном туре Mylène Farmer 2019

## Семья
Женат, имеет двух дочерей.
.

## Музыка к фильмам
Музыка к фильмам в создании которых Иван принимал какое-либо участие.

Loulou Graffiti (1991)

Пришельцы (фильм) (1993)

Джорджино (1994) — дирижировал оркестром в концертном зале Рудольфинум в Праге.

La disgrâce (1997)

Пришельцы 2: Коридоры времени (1998)

Les duettistes: Une dette mortelle (1999)

C'est la vie (2001)

Одиссея первобытного человека (2003)

Масаи - воины дождя (2004)

Tout va bien c'est Noël! (2004)

V.I.P. - квартал (2005)

Крысы в Париже (2006)

Opération Rainbow Warrior (2006)

Призрак моей бывшей (2007)

L'affaire Bruay-en-Artois (2008)

Aveugle mais pas trop (2009)

Шатобриан (2010)

## Прочее
- Вместе с Эриком Леви принимал участие в написании саундтреков к комедиям «Пришельцы» и «Пришельцы 2: Коридоры времени» с Жаном Рено. Композиции из этих саундтреков вошли в альбомы Era.
- Также написал музыку к песням № 5. The Mass и № 9. Enae Volare альбома The Essential (2010) группы Era.[4]